# 19 Monocerotis
19 Monocerotis (19 Mon / V637 Monocerotis) es una estrella situada en la constelación del Unicornio de magnitud aparente +4,99.
De acuerdo a la nueva reducción de los datos de paralaje de Hipparcos (2,68 ± 0,22 milisegundos de arco), está a 1270 años luz del sistema solar, aunque otro estudio basado en la línea CaII del espectro, reduce esta distancia a 236 pársecs (770 años luz).
19 Monocerotis es una estrella blanco-azulada de la secuencia principal de tipo espectral B1V.
Tiene una temperatura efectiva de 23.370 - 25.400 K y brilla con una luminosidad bolométrica —en todo el espectro electromagnético— casi 16.000 veces superior a la del Sol.
Su diámetro angular es de 0,156 milisegundos de arco, lo que corresponde a un diámetro unas 6,5 veces más grande que el diámetro solar.
Aunque gira sobre sí misma a gran velocidad, su velocidad de rotación proyectada es de 265 km/s, está todavía lejos de su velocidad crítica —por encima de la cual la estrella se desintegraría— de 462 km/s.
Presenta un contenido metálico más alto que el Sol ([M/H] = +0,15).
Es una estrella masiva, con una masa estimada de 12,3 ± 0,2 masas solares y una edad aproximada de 10,1 millones de años.

## Variabilidad
19 Monocerotis es una estrella variable del tipo Beta Cephei, recibiendo el nombre, en cuanto a variable, de V637 Monocerotis.
Estas variables experimentan pequeñas fluctaciones de brillo —normalmente iguales o inferiores a 0,03 magnitudes— debido a pulsaciones en su superficie.
Sin embargo, la variación de brillo de 19 Monocerotis alcanza las 0,05 magnitudes, siendo su período de 0,1912 días (4,59 horas).